# Polypedilum fulgidum
Polypedilum fulgidum är en tvåvingeart som beskrevs av Jean-Jacques Kieffer 1921. Polypedilum fulgidum ingår i släktet Polypedilum och familjen fjädermyggor.
Artens utbredningsområde är Polen. Inga underarter finns listade i Catalogue of Life.